# Mundżid Muhammad Salim
Mundżid Muhammad Salim, Mohamed Salem Mongued (ar. منجد محمد سالم; ur. 8 maja 1944 w Kairze) – egipski zapaśnik walczący w obu stylach. Olimpijczyk z Meksyku 1968, gdzie odpadł w eliminacjach w obu stylach zapaśniczych w kategorii 52 kg.
Złoty medalista mistrzostw Afryki w 1969 i 1971. Trzeci na igrzyskach śródziemnomorskich w 1971 i szósty w 1975.
- Turniej w Meksyku 1968 - styl klasyczny

Przegrał z Syryjczykiem Ahmedem Chahrourem i Czechosłowakiem Miroslavem Zemanem.
- Turniej w Meksyku 1968 - styl wolny

Przegrał z Mongołem Czimedbadzarynem Damdinszarawem i Włochem Vincenzo Grassim.